# 이산화 탄소 센서
이산화 탄소 센서(영어: carbon dioxide sensor) 또는 CO2 센서는 이산화 탄소를 측정하기 위한 장비이다. CO2 센서의 가장 공통적인 원리는 적외선 가스 센서(NDIR)와 화학 가스 센서이다. 이산화 탄소를 측정하는 것은 실내 공기 품질과 여러 산업 공정을 모니터 하는데 중요하다. 많은 공조기(에어컨)에서 이들 센서는 공기의 품질을 모니터하는데 사용될 수 있다.
적외선 가스 센서의 원리는 CO나 CO2 등 가스상 물질들이 적외선에 대해 특정한 흡수 스펙트럼을 갖는 것을 이용해서 특정 성분의 농도를 구하는 방법으로, 이산화 탄소가 흡수하는 주파수의 적외선을 쏘고 이산화 탄소 분자에 흡수되지 않고 검출되는 적외선의 양을 측정하는 방식이다.

## 같이 보기
- 이산화 탄소